# Pterospermum cumingii
Pterospermum cumingii är en malvaväxtart som beskrevs av Elmer Drew Merrill och Rolfe. Pterospermum cumingii ingår i släktet Pterospermum och familjen malvaväxter. Inga underarter finns listade i Catalogue of Life.